# Edmund III Bourke
Edmund III  Bourke  (mort le 23 février 1514) est le 10e seigneur de Mayo de 1509 à 1514

## Origine
Edmund III de Burgh ou Bourke est le fils aîné de Ricard Ó Cuairsge Bourke qui est lui-même le fils de Edmund na Féasóige Bourke († 
1458) fils de Thomas Bourke (†  1402) fils de Edmund Albanach de Burgh second des fils de William Liath de Burgh

## Biographie
Edmund III  Bourke est élu Mac William Íochtar  ou Mac William Eighter c'est-à-dire Chef des Bourke du Haut/Nord ou de Mayo en 1509 après la mort de son parent Ricard III Bourke (1503-1509).
Cet Edmund de Bourke est  le Mac William Íochtar qui participe à la célèbre bataille de Knockdoe (Cnoc-tuagh c'est-à-dire les collines des Hatchets) située dans les alentours de Turloughmore dans la paroisse de Clare-Galway à quelque distance de la cité de Galway au delà de la route qui relie cette ville à Tuam. Ce Combat oppose le 9 août 1504 Gerald FitzGerald 8e Comte de Kildare et Lord Deputy d'Irlande à une coalition comprenant  Ulick IV Finn Burke William Oughter seigneur de Clanricard. Lors de ce combat les Bourke de Mayo soutiennent le comte de Kildare contre leurs parents les Burke de Clanricard qui sont complètement défaits.
En 1512 Edmund Bourke est en guerre avec Hugues Ó Donnel c'est-à-dire Aodh Dubh mac Aodha Ruaidh Ó Domhnaill chef du Tir conaill qui envahit le Bas-Connacht et prend le château de Bel-en-chlair nommé ensuite Aclair. dans la baronnie de Leyney du le comté de Sligo. Mac William tente de dégager le château mais fuit lorsque Ó Donnel revient pour terminer le siège ce dernier le poursuit jusqu'à Ardnarea sur la rivière Moy et s'empare du château de Mac William situé à Inisscrone. Le fils de Mac William Uilleag Bourke est fait prisonnier et son père doit se soumettre à Ó Donnel qui le relâche
Les Annales des quatre maîtres précisent qu'il meurt assassiné par les fils de son frère:
Mac William Burke c'est-à-dire Edmund fils de Richard....est tué traîtreusement par les fils de son frère nommés Theobald Reagh Bourke et Edmond Ciocrachh Bourke (l'avare)  deux fils de son frère Walter Bourke fils de Richard.
Les Annales de Loch Cé rectifient l'année en 1514 et précisent que le meurtre a eu lieu dans le monastère de Rath-Brandubh  (Rathfran) en Tyrawley . il a comme successeur Meiler Bourke

## Postérité
Edmund III Bourke laisse trois fils:
- Uilleag Bourke († 1534 ) père de Edmund de Castelbard tanáiste († 1586)
- David Bán Bourke

## Sources
- (en) T.W Moody, F.X. Martin, F.J. Byrne A New History of Ireland , Volume IX Maps, Genealogies, Lists. A companion to Irish History part II . Oxford University Press réédition 2011  (ISBN 9780199593064).
- (en)  Martin J. Black Journal of the Galway Archeological and Historical Society Vol VII n°1 « Notes on the Persons Named in the Obituary Book of the Franciscan Abbey at Galway » 1-28.